# Habrolepopteryx pulchripennis
Habrolepopteryx pulchripennis är en stekelart som först beskrevs av William Harris Ashmead 1888.  Habrolepopteryx pulchripennis ingår i släktet Habrolepopteryx och familjen sköldlussteklar. Inga underarter finns listade i Catalogue of Life.